# Valledupar FC
Valledupar Fútbol Club Real, zwany często Valledupar Fútbol Club, lub po prostu Valledupar FC, jest kolumbijskim klubem z siedzibą w mieście Valledupar leżącym w departamencie  Cesar. Klub obecnie gra w drugiej lidze kolumbijskiej Primera B Colombiana.